# Stadionul Forex
Das Stadionul Forex (deutsch Forex-Stadion) war ein Fußballstadion in der rumänischen Stadt Brașov. Es war die Heimspielstätte der Fußballvereine Tractorul Brașov und Forex Brașov. Das Stadion verfügte über 4000 Plätze.

## Geschichte
Das Stadion, in dem Forex seine Heimspiele austrug, wurde 1940 erbaut und diente lange Jahre unter dem Namen Stadionul Tractorul dem Zweitligisten Tractorul Brașov als Heimat. Es wurde von Nicolae Țucunel 2002 für 30.000 US-Dollar ersteigert und im Frühjahr 2003 grundlegend renoviert. Weitere Modernisierungsarbeiten fanden 2005 nach dem Aufstieg von Forex in die Divizia B statt.
Während der Saison 2007/08 der Liga II, als der Aufstieg fast sicher war, spielte auch FC Brașov ein Paar seiner Heimspiele in diesem Stadion, da das Stadionul Tineretului wegen der Lizenzbedingungen der 1. Liga renoviert werden musste.
Unmittelbar nach dem Rückzug von Forex aus der Liga II im Oktober 2008, gab Țucunel, der inzwischen zum Präsidenten der Industrie- und Handelskammer Brașov ernannt worden war, bekannt, dass für das Jahr 2009 der Abriss des Stadions und der Neubau eines Einkaufszentrums und eines Hotels auf dem inzwischen zehn Millionen US-Dollar teuren Gelände vorgesehen sei.
2020 wurde das Stadion abgerissen.